# Клеменсе
Клеменсе (фр. Clémencey) насеље је и општина у источном делу централне Француске у региону Бургоња, у департману Златна обала која припада префектури Дижон.
По подацима из 2011. године у општини је живело 121 становника, а густина насељености је износила 11,29 становника/km². Општина се простире на површини од 10,72 km². Налази се на средњој надморској висини од 460 метара (максималној 579 m, а минималној 330 m).

## Демографија
| 1962. | 1968. | 1975. | 1982. | 1990. | 1999. | 2011. |
| ----- | ----- | ----- | ----- | ----- | ----- | ----- |
| 37    | 41    | 41    | 58    | 59    | 92    | 121   |

График промене броја становника у току последњих година